# Beania elongata
Beania elongata is een mosdiertjessoort uit de familie van de Beaniidae. De wetenschappelijke naam van de soort is, als Diachoris elongata, voor het eerst geldig gepubliceerd in 1885 door Hincks.